# Land van Cocagneplein
Het Land van Cocagneplein is een plein in Amsterdam-Oost.

## Geschiedenis en ligging
De geschiedenis van het plein is jong. Het plein ontstond na herinrichting van de terreinen van en om de Oostergasfabriek in de hoek tussen de Ringvaart Watergraafsmeer en Linnaeusstraat. Hierbij verdween de Beijersweg, een straat gelegen tussen de Polderweg en Oranje Vrijstaatkade.
In de beginjaren van de 21e eeuw werd hier na een uitgebreide sanering de woon- en winkelwijk Oostpoort gebouwd op een oud industriegebied. Het plein kreeg rond 2008 haar naam; een vernoeming Luilekkerland (Land van Kokanje). Meerdere straten in de buurt dragen namen van utopische werelden, zoals Nirwana, Arcadia, Avalon, Hof van Eden en Paradijsplein. Uitzondering daarop is het Oranje-Vrijstaatplein.
Het plein ziet eruit als een uitstulping in de Linnaeusstraat. Kunst in de openbare ruimte was er tot 2022 niet te vinden. Over het plein rijdt geen openbaar vervoer; het is voetgangersgebied. Aan de westzijde van het plein bevindt zich een tram en bushalte in de Linnaeusstraat.

## Gebouwen
De huisnummers lopen op van 2 tot en met 48 (even) en 1 tot en met 5 (oneven). Het grootste deel van de bebouwing dateert uit de 21e eeuw, maar aan het plein staan drie gebouwen uit vroeger tijden:
- Land van Cocagneplein 1ABC: midden op het plein staat een creatie van Jean Nicolaas Landré is samenwerking met of werkend voor Isaac Gosschalk uit 1887; Gosschalk leverde veel ontwerpen voor de gebouwen van de gasfabriek. Dit gebouw, in eclectische bouwstijl, voorheen bekend onder Linnaeusstraat 121, bood onderdak aan de assistent-ingenieur van het fabriekscomplex. Het diende later tot politiebureau (1924-1990) en daarna een horecablok. Het is sinds 12 oktober 2004 een gemeentelijk monument[2]
- Land van Cocagneplein 2-10 aan de zuidwand vormt een geheel met Linnaeusstraat 197-225 en Nirwana 4-12; het is een relatief groot woonblok uit de koker van Co Franswa uit 1930; gebouwd in de stijl van de Amsterdamse School. Het is sinds 3 februari 1998 een gemeentelijk monument
- Land van Cocagneplein 44; Aan de zuidoostrand van het plein staat de achtergevel van de voormalige stokerij (steenkool werd verbrand tot gas) van de Oostergasfabriek; ook van Gosschalk of van zijn medewerkers Bert Johan Ouëndag of Jean Nicolas Landré; ook voor dit gebouw moest in 1923 een nieuwe bestemming gevonden worden. Het werd omgebouwd tot onder meer een gaarkeuken en melkfabriek; het deel aan het plein kreeg als bestemming zwembad; het Sportfondsenbad Amsterdam-Oost; de letters van het zwembad sieren de gevel nog.[3] Het is sinds 12 oktober 2004 een gemeentelijk monument.

## Kunst
In 2022 werd het beeld Een poort voor Oostpoort (onderdeel van een tweeluik) van Krijn de Koning geplaatst.

## Afbeeldingen

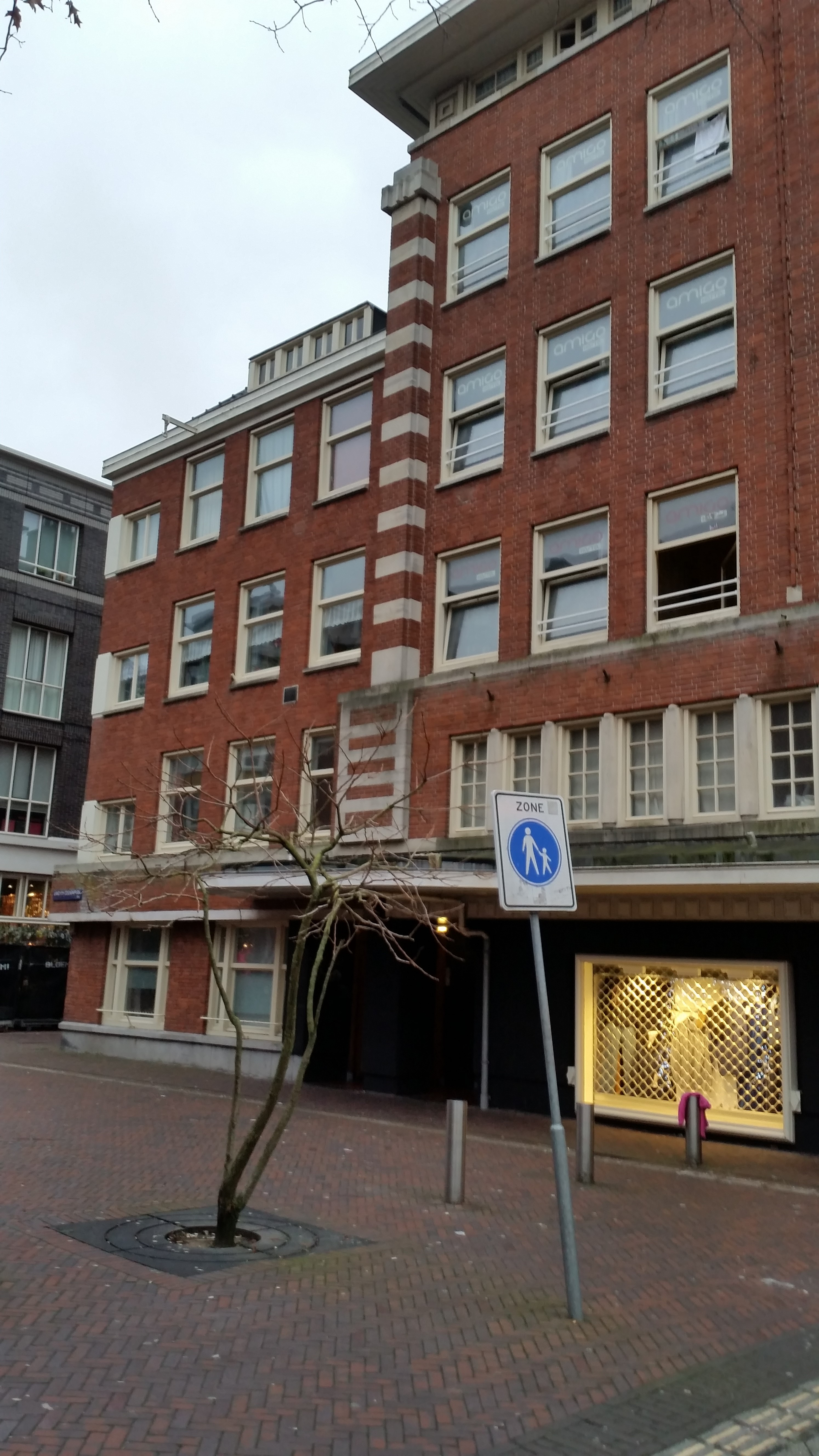
Land van Cocagneplein 2-10 (december 2019)
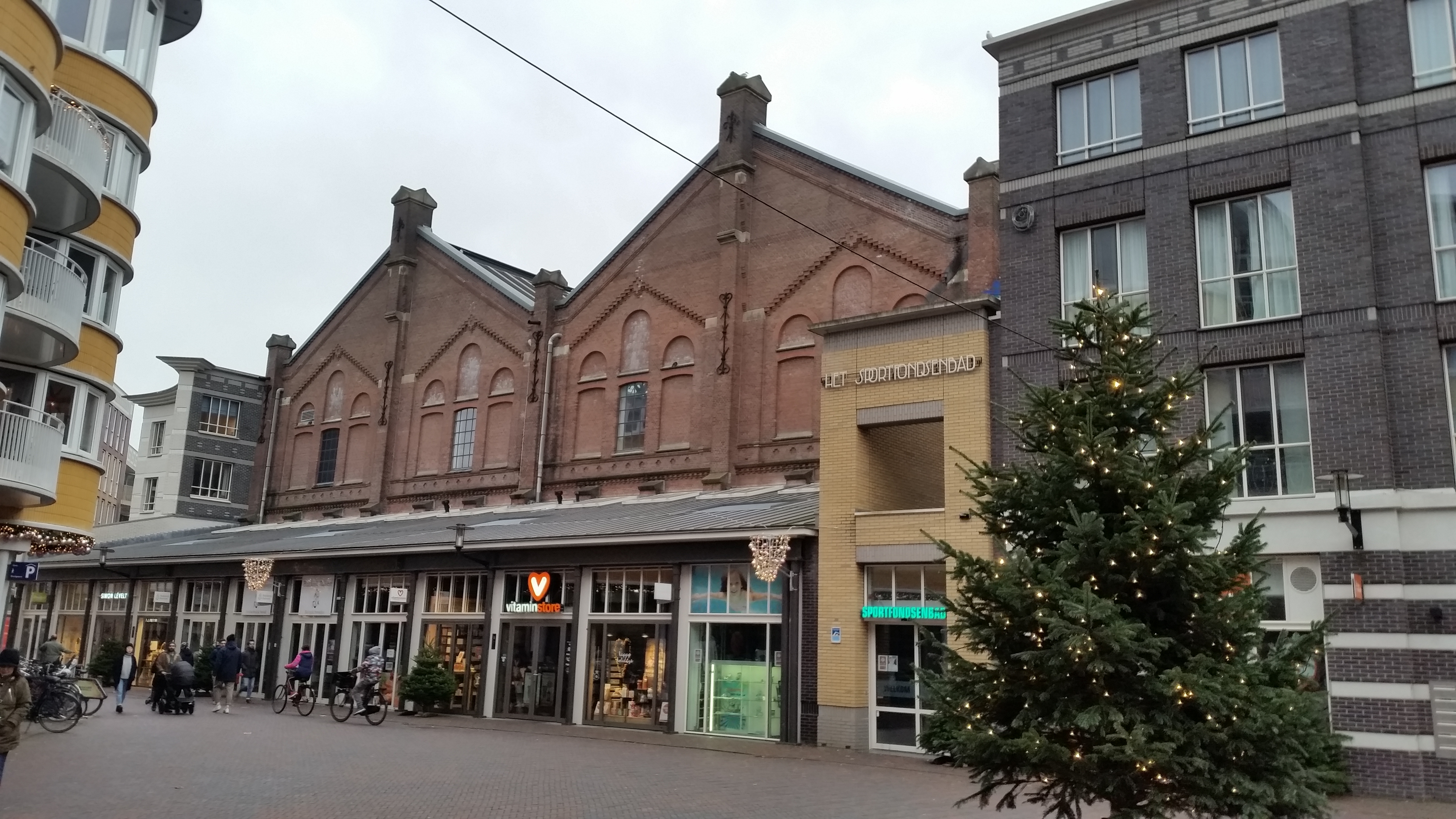
Oranje-Vrijstaatkade 21/Land van Cocagneplein 44 met letters Het Sportfondsenbad (december 2019)
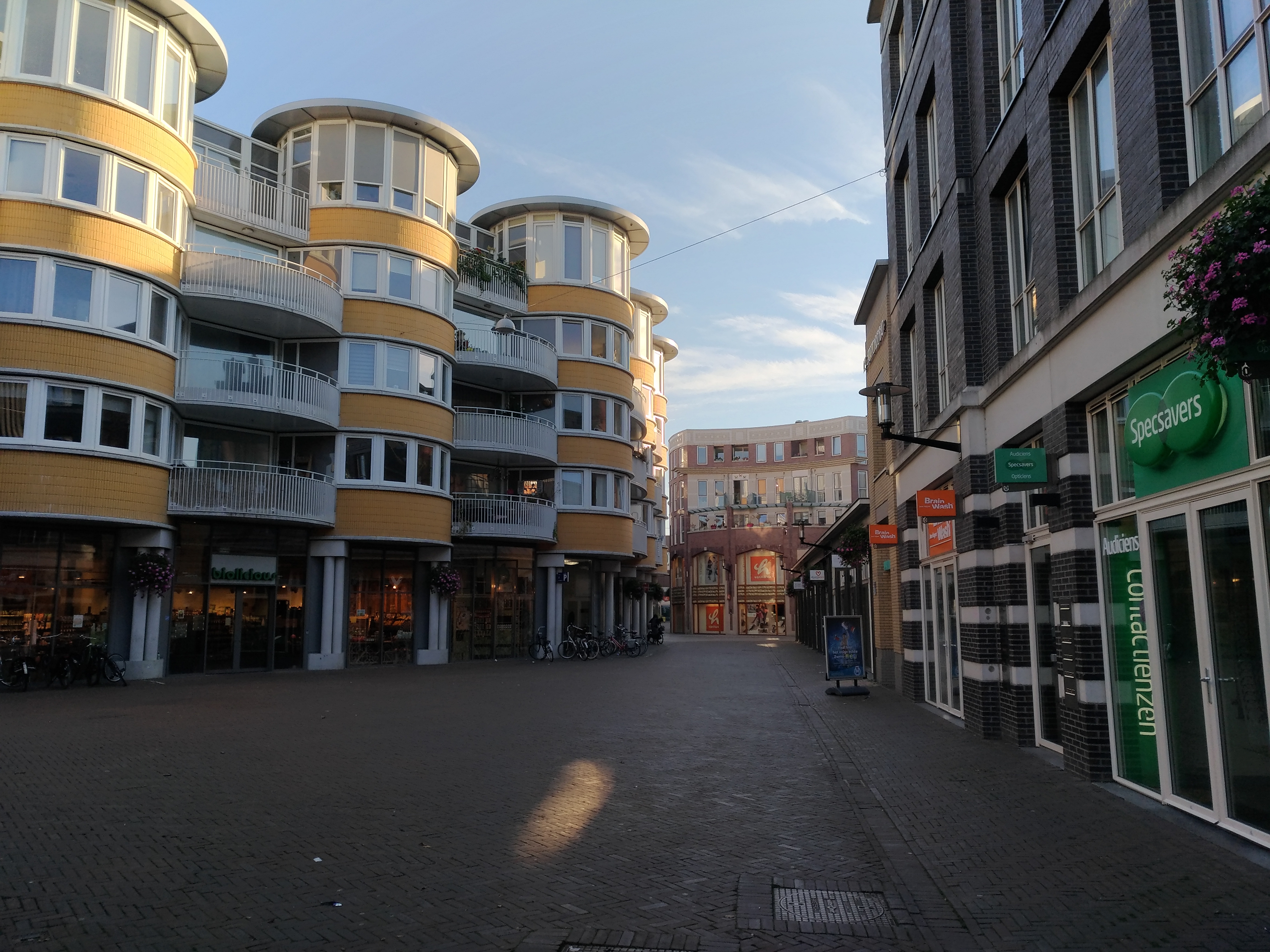
Nieuwbouw aan het plein (oktober 2018)